# Wiedźmin 2: Zabójcy królów
Wiedźmin 2: Zabójcy królów (ang. The Witcher 2: Assassins of Kings) – komputerowa fabularna gra akcji w reżyserii Adama Badowskiego, osadzona w świecie wiedźmina Andrzeja Sapkowskiego i wyprodukowana przez CD Projekt Red we współpracy z Agorą SA. Jej premiera odbyła się 17 maja 2011 roku na platformie Microsoft Windows, natomiast rok później pojawiły się wersje na konsolę Xbox 360 i system operacyjny OS X.
Wiedźmin 2 jest kontynuacją gry komputerowej Wiedźmin z 2007 roku. W drugiej części cyklu gracz ponownie wciela się w rolę Geralta z Rivii – wiedźmina, który specjalizuje się w odpłatnym zabijaniu potworów. Narracja gry jest skupiona na wydarzeniach zaistniałych po morderstwie dokonanym na władcy krainy zwanej Temerią, w której toczy się akcja Wiedźmina 2. Geralt musi odszukać innego wiedźmina, który dopuścił się zabójstwa króla, co spowodowało destabilizację królestwa.
Akcja gry odbywa się w trójwymiarowym świecie przedstawionym, generowanym za pomocą autorskiego silnika RED Engine, nie jest to jednak świat otwarty – gracz uzyskuje dostęp do poszczególnych terenów w ramach aktów. Rozgrywka polega na eksploracji świata przedstawionego, interakcji z postaciami niezależnymi oraz wykonywaniu misji umożliwiających dalszy progres fabularny. Gracz podczas rozgrywki zdobywa punkty doświadczenia, które może przeznaczać na nowe umiejętności. Możliwe jest również tworzenie w oparciu o zdobyte składniki i surowce napojów o właściwościach magicznych oraz elementów uzbrojenia. Sam system walki, do której wielokrotnie ucieka się bohater, został poddany znacznej modyfikacji w stosunku do poprzedniej części serii.
Wiedźmin 2 został bardzo pozytywnie przyjęty przez krytyków, którzy chwalili go za dojrzałą fabułę, możliwość wpływania na kształt świata przedstawionego oraz oprawę audiowizualną. Doceniła go europejska społeczność graczy, przyznając mu sześć nagród European Games Awards, w tym dla europejskiej gry roku. W 2015 roku ukazała się jego kontynuacja, zamykający trylogię Wiedźmin 3: Dziki Gon.

## Fabuła
Akcja Wiedźmina 2 toczy się w świecie wiedźmina, fantastycznym uniwersum stworzonym przez pisarza Andrzeja Sapkowskiego. W szczególności zaś przedmiotem zainteresowania ze strony narratora jest Temeria. Kilka miesięcy po wydarzeniach z pierwszej części serii rządzona przez króla Foltesta (głosu użyczył mu Adam Bauman) kraina jest areną zmagań zwaśnionych ludzi z innymi rasami, w szczególności elfami. Ci ostatni za sprawą szpiega Iorvetha zawierają pakt z Zabójcą Królów, tajemniczym łowcą głów, którego interwencja może przyczynić się do zamachu na Foltesta.
Głównym bohaterem gry spajającym narrację jest Geralt z Rivii (Jacek Rozenek) – wiedźmin zajmujący się odpłatnym zabijaniem potworów zagrażających bezpieczeństwu ludzi. W drugiej części serii gier Geralt zostaje wplątany w konflikty polityczne targające Temerią, ochraniając króla Foltesta stającego przez groźbą zamachu, ale zarazem próbując rozwikłać zagadkę Zabójcy Królów. Do innych ważnych postaci w grze należą czarodziejka Triss Merigold (Agnieszka Kunikowska), bard Jaskier (Jacek Kopczyński) będący przyjacielem Geralta, krasnolud Zoltan Chivay (Paweł Szczesny), elf Iorweth (Tomasz Borkowski) przewodzący ściganemu przez władze królestwa komandu Scoia'tael, oficer temerskich służb specjalnych Vernon Roche (Krzysztof Banaszyk) oraz wiedźmin Letho z Gulety (Mirosław Zbrojewicz).
Akcję fabuły można rozpocząć na cztery różne sposoby, natomiast możliwych zakończeń jest szesnaście.

### Streszczenie
Akcja gry rozpoczyna się, gdy po pościgu Geralt zostaje aresztowany za rzekome zabójstwo króla Foltesta. W tej sprawie przesłuchuje go oficer temerskich służb specjalnych Vernon Roche. Z relacji wiedźmina wynika, że pomagał on królowi w jego walce przeciwko zbuntowanym baronom La Valette. Bitwę przerwało przybycie latającego smoka, a w powstałym zamieszaniu pewien niewidomy mnich dokonał skrytobójstwa króla. Geralt nie zdołał go powstrzymać, lecz rozpoznał po twarzy skrytobójcy, że ten jest wiedźminem.
Roche mówi Geraltowi, że w osadzie Flotsam widziano osobę podobną do wiedźmina-zabójcy. Żąda pomocy pojmanego w odnalezieniu skrytobójcy, w zamian za co uwalnia Geralta i wraz z nim, ze swoimi ludźmi oraz z Triss Merigold wyrusza do Flotsam. W jego pobliżu ścigający spotykają Iorwetha, przywódcę elfickiej organizacji Scoia'tael (Wiewiórki), który ukrywa zabójcę. Po odparciu jego ataku wkraczają do miasta, gdzie po sprzeczce z komendantem garnizonu Bernardem Loredo zmuszają go do uwolnienia przyjaciół Geralta, Jaskra oraz Zoltana, którzy zostali oskarżeni o konszachty z Wiewiórkami. Po odwiedzinach po zmroku u komendanta Geralt wraz z Roche’em zostają zatrzymani przez niego i otrzymują ofertę współpracy. Potem wiedźmin wraz z Triss udają się na więzienną barkę, gdzie przesłuchują Ciarana aep Easnilliena. Tam dowiadują się, że jego kompan Letho jest odpowiedzialny za śmierć Foltesta, a także innego króla, władcę Aedirn Demawenda. Geralt wyrusza na spotkanie z Letho, jednak podczas walki zostaje przez niego pokonany, a skrytobójca ucieka.
Po powrocie do Flotsam Geralt próbuje odnaleźć Triss, która została porwana przez Letho i zmuszona do teleportacji w okolice królestwa Aedirn. Odnajduje śmiertelnie rannego elfa Cedrica, który próbował chronić Triss przed królobójcą. Po śmierci tegoż przybywają Jaskier i Zoltan, którzy informują Geralta o tym, że zarówno Iorweth, jak i Roche potrzebują pomocy.
Po udzieleniu pomocy jednemu z towarzyszy Geralt wplątuje się w wojnę między władcą sąsiedniego królestwa Kaedwen, Henseltem, a armią rebeliantów kierowaną przez syna zmarłego króla Demawenda, księcia Stennisa i dowódczynię buntowników Saskię Smokobójczynię. Obie armie zostają zaatakowane przez upiory żołnierzy. Niezależnie od tego, czy Geralt pomagał Iorwethowi czy Roche’owi, Geralt dowiaduje się o Triss, która została porzucona przez Letho i pojmana przez siły imperium Nilfgaardu w okolice miasta Loc Muinne. Klątwa przywołująca upiory zostaje zażegnana, a Geralt udaje się do Loc Muinne. Przebieg dotychczasowej części fabuły zależy od udzielenia wsparcia Iorwethowi bądź Roche’owi:
Ścieżka Iorwetha: Jeżeli gracz będzie pomagał Iorwethowi, po starciu z Letho i powrocie do Flotsam, Geralt natrafia na pogrom nieludzi. Po śmierci Cedrica odbija wraz z przywódcą Wiewiórek więzienną barkę przewożącą elfki, a starcie ze strażnikami kończy się groźbą Loredo wymordowania więźniarek – i w zależności od tego, czy Biały Wilk puści komendanta wolno czy też go zabije, elfki zostają ocalone bądź giną. Podczas bitwy lojalistów i rebeliantów Geralt i Iorweth zdołają uratować życie Saskii i Stennisowi, wspomagani przez czarodziejkę Filippę Eilhart, doradczynię Saskii. Jednakże na spotkaniu, które odbywa się w celu założenia przez Saskię osobnego królestwa, zostaje ona otruta. Po odnalezieniu przez Geralta odtrutki król zostaje zmuszony przez Saskię – która okazuje się smoczycą przybierającą ludzką postać – do zawarcia traktatu pokojowego na jej warunkach. Filippa, manipulująca umysłem Saskii, teleportuje się z nią do Loc Muinne, dokąd udaje się Geralt wraz z Iorwethem.
Ścieżka Roche'a: Jeżeli gracz będzie pomagał Roche’owi, po starciu z Letho i powrocie do Flotsam, Geralt zostaje przyjęty jak bohater. Po śmierci Cedrica dostaje zadanie zakradzenia się do rezydencji Loredo i zabicia go za zdradę stanu, po jego wykonaniu zaś ratuje zhańbioną przez Loredo elfkę Moril i – gdy popełnia ona samobójstwo – wraz z Roche’em odpływa do Górnego Aedirn, oddając jej niemowlę pod opiekę elfa Seherima, ukochanego Moril. Podczas bitwy lojalistów i rebeliantów Geralt i Roche zdołają uratować życie Henseltowi. Z kaedweńskiej armii wyłania się jednak grupa spiskowców przeciwko królowi. Geralt udaremnia zamach na życie Henselta ze strony wiedźminów Serrita i Egana, z których ten drugi zostaje zabity. Mag Detmold stojący po stronie króla wyjawia Białemu Wilkowi, że królobójcy byli zmówieni z czarodziejką Shealą de Tancarville, która już uciekła do Loc Muinne, śmiertelnie raniąc Serrita po drodze. Roche staje ostatecznie po stronie spiskowców, wskutek czego wraz z Geraltem gromią część sił Kaedwen i docierają do króla. Gracz może zadecydować, czy pozwolić Vernonowi zabić Henselta czy też puścić go wolno.
Przybywszy do Loc Muinne, gdzie odbywa się spotkanie magów (w tym Filippy i Sheali, które próbują wykorzystać zmanipulowaną Saskię do własnych celów), zmierzających do założenia własnego organu rządzącego zwanego Kapitułą, oraz królewskich przywódców, Geralt odkrywa obecność szpiegów Nilfgaardu z Triss jako zakładniczką. Musi stanąć wkrótce przed wyborem, czy uratować Triss, czy porwaną przez Detmolda nieślubną córkę Foltesta, księżniczkę Anais (jeśli współpracował z Roche’em) albo Filippę uprowadzoną przez króla Radowida (jeśli współpracował z Iorwethem) – jedyną osobę zdolną do zniesienia zaklęcia z Saskii. Po dokonaniu wyboru przez Geralta odbywa się spotkanie królewskich przywódców i Sheali, na którym zapada decyzja o przyszłości kraju.
Ścieżka Anais: Po uratowaniu Anais Biały Wilk łamie Detmoldowi rękę, a Vernon pozbawia porywacza życia. Obaj mogą wysłać dziewczynkę do króla Radowida lub do stronnictwa Temerczyków, co skutkuje albo oddaniem Temerii pod protektorat królestwa Redanii i mianowaniem Roche'a dowódcą służb specjalnych (w pierwszym przypadku), albo ogłoszeniem niepodległości przez Temerię (w drugim). Spotkanie przerywa przybycie pojmanego Letho, który przyznaje się do popełnionego czynu i oskarża Lożę Czarodziejek o zlecenie morderstwa. Sheala ucieka wraz z zamienioną w smoka Saskią, ale Geralt dopada ją i zabija bądź wydaje Radowidowi, a smoka pokonuje w walce. Saskia nie wraca do swojej ludzkiej postaci. Wszyscy magowie zostają uznani przez królów za wrogów publicznych.
Ścieżka Filippy: Uratowana Filippa pomaga Geraltowi i Iorwethowi w odnalezieniu sztyletu mogącego przerwać zaklęcie, ale ucieka im z oczu na widok golema, który zostaje przez nich pokonany. Spotkanie królewskie przerywa przybycie pojmanego Letho, który przyznaje się do popełnionego czynu i oskarża Lożę Czarodziejek o zlecenie morderstwa. Sheala ucieka wraz z zamienioną w smoka Saskią, ale Geralt dopada ją i zabija bądź wydaje Radowidowi, a smoka pokonuje w walce. Saskia zostaje odczarowana przez ocaloną wcześniej FIlippę. Iorweth składa z tego powodu podziękowania Geraltowi, tymczasem wszyscy magowie zostają uznani przez królów za wrogów publicznych.
Ścieżka Triss: Po uratowaniu Triss Geralt ściera się z wojskiem Nilfgaardu i dokonuje jego rozbicia. Triss wyjawia mu plany Loży Czarodziejek oraz role Sheali, Filippy i swoją w ostatnich wydarzeniach. Spotkanie królewskie, na którym Roche zostaje uznany za wyjętego spod prawa, a losy Temerii pozostają niepewne, kończy się przybyciem Letho. Ten przyznaje się do popełnionych czynów i oskarża wprost Shealę o zlecenie morderstwa. Sheala ucieka wraz z zamienioną w smoka Saskią, ale Geralt dopada ją i zabija bądź wydaje Radowidowi, a smoka pokonuje w walce. Saskia nie wraca do swojej ludzkiej postaci. Później Geralt spotyka Iorwetha zranionego przez Filippę i torturowanego przez Kaedweńczyków albo wyjętego spod prawa Roche'a otoczonego przez nich. W obu przypadkach otrzymują pomoc i uciekają. Triss mówi Geraltowi o powstaniu Rady i Kapituły Czarodziejów, która decyduje o losach krajów Północy. W innym przypadku wszyscy magowie zostają uznani przez królów za wrogów publicznych i ogłoszeni poszukiwanymi.
Pod koniec gry Geralt staje twarzą w twarz z Letho, który – jeśli Biały Wilk tego nie zrobił – ocalił Triss z rąk Nilfgaardczyków. Bohater przypomina sobie, jak przed wydarzeniami z gry zgodził się oddać w niewolę, w zamian za porwaną przez orszak upiorów zwany Dzikim Gonem swoją ukochaną, Yennefer. Między Geraltem a Letho wywiązuje się rozmowa, która zależnie od wcześniejszych poczynań gracza może prowadzić do różnych wniosków. Na koniec Geralt może zadecydować, czy stanie do walki na śmierć i życie z Letho, czy pozwoli mu odejść, po czym wraz z Triss oraz Roche’em lub Iorwethem opuszcza Loc Muinne.

## Rozgrywka
Wiedźmin 2: Zabójcy królów to fabularna gra akcji, łącząca elementy rozwoju grywalnej postaci z sekwencjami zręcznościowymi. Gracz wciela się w Geralta (sporadycznie kierując innymi postaciami), obserwując akcję z perspektywy trzeciej osoby. Rozgrywka toczy się w świecie pozbawionym otwartej struktury cechującej na przykład serię The Elder Scrolls – gra podzielona jest na akty stanowiące zwartą całość. W lewym górnym rogu ekranu umieszczony jest pasek oznaczający liczbę punktów zdrowia oraz many, przy czym ta ostatnia służy do rzucania zaklęć zwanych Znakami. Prawy górny róg ekranu zajmuje minimapa pokazująca położenie gracza w świecie gry.
Kierowana postać może przemieszczać się w dowolnym kierunku, przeszukiwać obiekty w poszukiwaniu użytecznych elementów gry i wchodzić w interakcje z napotkanymi po drodze postaciami niezależnymi, na przykład w celu nawiązania rozmowy, bądź wymiany handlowej. Interakcja z bohaterami niezależnymi uaktywnia rozmaite misje, zarówno te kluczowe dla fabuły, jak i te poboczne, często wiążące się z walką z postaciami wrogimi graczowi. W niektórych misjach Geraltowi towarzyszą postacie niezależne sterowane przez komputer. Oprócz tych zadań gracz ma w różnych momentach gry dostęp do trzech minigier (siłowanie się na rękę, gra w kości, walka na pięści), które urozmaicają rozgrywkę i przynoszą w przypadku powodzenia dodatkowe dochody.
Ważną rolę w świecie Wiedźmina 2 odgrywają wybory moralne. Gracz jest stawiany przed wyborem jednej z dwóch czynności podczas wykonywania misji, opierając się na sprzecznych relacjach. Zmiany, jakie wywoła gracz w uniwersum po dokonaniu decyzji, są drastyczne i uwypuklają konsekwencje dokonanego wyboru. Determinują przy tym lokacje, które gracz będzie mógł zwiedzić oraz dalsze relacje z bohaterami niezależnymi.
Gracz może rozwijać umiejętności postaci poprzez rozdzielanie punktów talentów w ramach drzewka rozwoju. Jest ono rozdzielone na cztery części: Magię, Trening, Walkę mieczami i Alchemię. Drzewko Magia służy do rozwoju umiejętności związanych z rzucaniem Znaków. Trening odpowiada za zdolności powiązane z odpieraniem ataków. Drzewko Walka mieczami pozwala graczowi na rozwój zdolności dotyczących na przykład walki dwoma mieczami czy trafień krytycznych. Wreszcie rozwój drzewka Alchemia umożliwia tworzenie określonych napojów zwiększających skuteczność bohatera. To, jakich umiejętności gracz będzie musiał użyć, uzależnione jest od wybranego poziomu trudności.
Jedną z możliwości zawartych w Wiedźminie 2 jest łączenie przedmiotów. Gracz po zebraniu określonych składników zyskuje możliwość przygotowania napojów magicznych dzięki wspomnianej wcześniej zdolności alchemii. Działają one tylko wtedy, gdy postać gracza wypije je przed walką. Wiedźmin 2 oferuje również możliwość tworzenia elementów uzbrojenia z zebranych metali i innych składników (na przykład skóry), co odbywa się na zlecenie gracza u rzemieślnika.
W porównaniu z pierwowzorem system walki w Wiedźminie 2 został przemodelowany. Zamiast klikać rytmicznie przyciski myszy, gracz samodzielnie kształtuje zachowanie bohatera podczas walki, korzystając przy tym z dwóch rodzajów mieczy: stalowego służącego do batalii z ludźmi oraz srebrnego przeznaczonego do starć z bestiami. Przyciski myszy odpowiadają za siłę zadawania ciosów, naciskając spację bohater wykonuje uniki, natomiast naciśnięcie przycisku Ctrl spowalnia grę i umożliwia wybranie jednego z pięciu Znaków. W trakcie walk z ważniejszymi przeciwnikami dochodzi do sekwencji quick time events, polegających na wciskaniu odpowiednich klawiszy podczas przerywników filmowych.

## Produkcja

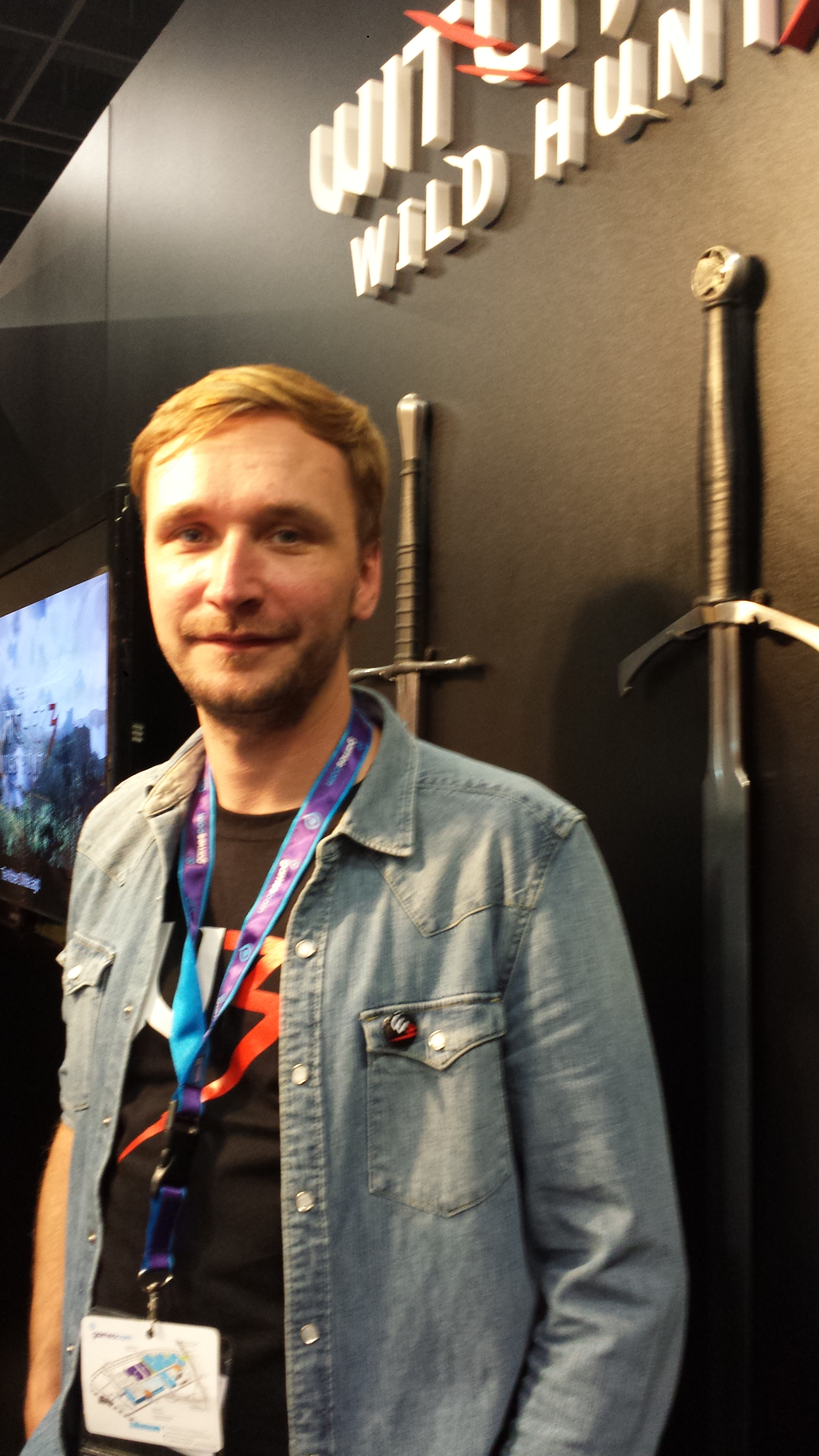
Adam Badowski, reżyser Wiedźmina 2, na targach Gamescom w 2013 roku

Za reżyserię Wiedźmina 2: Zabójców królów odpowiadał Adam Badowski, uznawany przez media za głównego autora całego projektu i reprezentanta studia CD Projekt RED. Badowski przy pierwszym Wiedźminie pełnił funkcję głównego artysty, de facto sprawował jednak główną pieczę nad projektem.
Produkcja Wiedźmina 2 rozpoczęła się zaraz po zakończeniu prac nad pierwszą częścią przygód Geralta. Przy jego tworzeniu brała udział inna ekipa niż podczas prac nad pierwowzorem. Ze starego składu tworzącego pierwszą część serii pozostało około 50 osób. Było to spowodowane po części zwolnieniami zaistniałymi po przerwaniu prac nad Powrotem Białego Wilka, niezrealizowaną konsolową wersją pierwszego Wiedźmina. W ramach kompensacji zostały zatrudnione dziesiątki grafików, artystów i programistów. Budżet związany z ich opłaceniem sięgał 30 milionów złotych. Najważniejsze dla zespołu przy opracowywaniu drugiej adaptacji świata Sapkowskiego było uszczegółowienie dotychczasowej fabuły i opowiedzenie jej „w sposób bardziej nowoczesny”.
Starszy producent przy Wiedźminie 2 Tomasz Gop zapewniał graczy, że najważniejszą częścią gry CD Projektu RED jest fabuła. Twórcy podkreślali przy tym wagę zdarzeń oraz czynów (w tym wyborów moralnych), jakich musi dokonywać gracz. Jan Bartkowicz, jeden z autorów fabuły, twierdził: „Chcemy, aby każdy wybór, którego gracz będzie dokonywał, był ważny sam w sobie”. Jak utrzymywał Gop w dzienniku dewelopera, dla podkreślenia narracji zrezygnowano z przydzielania graczowi trywialnych zadań polegających na przenoszeniu przedmiotów z jednego miejsca na drugie. Inspiracją dla twórców przy powstawaniu świata gry była nie tylko twórczość Sapkowskiego, ale też kultura słowiańska, celtycka, skandynawska i germańska.
O ile przy powstawaniu Wiedźmina twórcy wykorzystali zmodyfikowany silnik graficzny Aurora Engine, o tyle na potrzeby kontynuacji konieczne było opracowanie własnego oprogramowania odpowiadającego za oprawę graficzną. Zarówno przestarzała już w dniu premiery Aurora, jak i rozwiązania w rodzaju CryEngine bądź Source nie były przystosowane do modelu mechaniki prezentowanego przez Wiedźmina 2. Opracowany przez CD Projekt RED silnik RED Engine obsługuje mapowanie normalnych i parallex mapping, dynamiczne cienie oraz zmienne pory dnia. RED Engine współgra z silnikiem fizyki Havok, dzięki któremu uległo poprawie zachowanie elementów świata gry względem siebie. Zarazem umożliwia wyświetlanie ogromnych połaci terenu bez wyświetlania ekranu ładowania, który to problem był przedmiotem krytyki recenzentów. Za pomocą silnika twórcy wyreżyserowali 150 minut przerywników filmowych.
Krytykowany w pierwszej odsłonie Wiedźmina sposób potraktowania erotyzmu, polegający na zbieraniu kart z wizerunkami rozebranych obiektów podboju Geralta, został zarzucony na rzecz dojrzalszych, umotywowanych emocjonalnie relacji miłosnych z napotkanymi przez gracza bohaterkami. Przemodelowaniu uległ także element rozgrywki polegający na prowadzeniu dialogów. W związku z tym rozmowy prezentowane są z różnych ustawień kamery, a postacie prowadzące dialog reagują dynamicznie na wypowiedzi postaci kierowanej przez gracza. Pytania możliwe do zadania postaciom niezależnym na wzór gier Fahrenheit i Heavy Rain zanikają wraz z czasem, co zmusza gracza do szybkiego podejmowania decyzji.
Muzykę do Wiedźmina 2 skomponowali Adam Skorupa i Krzysztof Wierzynkiewicz. Inspirację do tworzenia motywu muzycznego do tej gry stanowiła zarówno jej warstwa literacka (na przykład scenariusz i sama proza Sapkowskiego), jak i polska muzyka ludowa, a nawet dźwięki otoczenia. Ścieżka dźwiękowa do gry ukazała się w 2011 roku nakładem Atari i zawiera 23 utwory. W edycji Wiedźmina 2 na konsolę Xbox 360 film kończący grę zawierał dodatkowo muzykę chóralną nagraną pod przewodnictwem Janusza Staneckiego z Akademii Muzycznej w Bydgoszczy.

## Wydanie gry
Pierwsze informacje o Wiedźminie 2 wyciekły we wrześniu 2009 roku, kiedy na serwisie YouTube pojawił się filmik prezentujący wersję alfa gry. 23 marca 2010 roku w serwisie GameTrailers zaprezentowany został oficjalny zwiastun gry, przypominający internautom osiągnięcia pierwowzoru oraz określający kluczowe aspekty drugiej części przygód Geralta. Oficjalna zapowiedź gry została zaprezentowana również na konferencji CD Projektu dwa dni później. Zachodniej publiczności produkcja CD Projektu RED została pokazana na targach Electronic Entertainment Expo w czerwcu 2010 roku. Otrzymała wówczas nominację do nagrody Game Critics dla najlepszej fabularnej gry targów. Dwa miesiące później Wiedźmin 2 pojawił się na imprezie gamescom. Widzowie ujrzeli wówczas dwa jego fragmenty. Pierwszy przedstawiał ucieczkę Geralta z lochów zamku baronowej La Valette, drugi zaś – starcie wiedźmina z olbrzymim potworem.
Popularyzacji produktu CD Projektu RED towarzyszyły także dzienniki deweloperskie, składające się z wypowiedzi poszczególnych jego twórców. Pierwszy z nich pod nazwą międzynarodową „The Beginning” ukazał się 31 marca 2010 roku i przedstawiał zarys produkcji gry. 4 czerwca światło dzienne ujrzał dziennik „Story”, w którym twórcy opowiadali o procesie pisania fabuły. Kolejny dziennik „The Engine” został opublikowany 11 listopada i opisywał możliwości silnika graficznego. Następny, nazwany „Characters”, ukazał się 19 stycznia 2011 roku i skupiał się na postaciach występujących w grze. W dzienniku „Locations”, który miał premierę 10 lutego, ujawnione zostały informacje dotyczące projektowania lokacji w Wiedźminie 2. Przedostatni dziennik, opatrzony tytułem „Character Development and Items” i opublikowany 12 kwietnia, pokazywał widzom sposób rozwijania umiejętności postaci. Wreszcie ostatni dziennik pod tytułem „Combat”, którego premiera odbyła się 12 maja, przedstawiał zmieniony system walki.
We wrześniu 2010 roku CD Projekt RED zawarł umowę wydawniczą z Bandai Namco Games dotyczącą dystrybucji Wiedźmina 2 w Europie Zachodniej. Nie dotyczyła ona Stanów Zjednoczonych, gdzie dystrybucji gry podjęło się Atari. W Japonii za dystrybucję gry polskiego studia odpowiadało przedsiębiorstwo CyberFront. Wydanie europejskie i amerykańskie poprzedziły cztery oficjalne zwiastuny prezentujące różne aspekty polskiej produkcji, jak również podkreślające dojrzały charakter gry sesje zdjęciowe. Zdjęcia z pierwszej z nich, przedstawiające nagą Triss Merigold, ukazały się w kwietniu 2011 roku w czasopiśmie „Playboy”. Druga sesja odbyła się w Rosji w ramach tamtejszej kampanii reklamowej, tym razem z udziałem żywej aktorki.
17 maja 2011 roku odbyła się oficjalna premiera Zabójców królów w Polsce. Wiedźmin 2 został wydany w dwóch edycjach: standardowej i kolekcjonerskiej. W skład pierwszej wchodziły oprócz płyt i instrukcji także poradnik, specjalna moneta, papierowe figurki, pamflet Jaskra oraz mapa świata gry. Druga zawierała ponadto zestaw kości do gry, talię kart, kolejną figurkę papierową i monetę, rzeźbę głowy Geralta i zawartość do pobrania poprawiającą statystyki postaci. Oba wydania zostały pozbawione zabezpieczeń DRM, które początkowo producent zamierzał wprowadzić dla ochrony przed piractwem.
17 kwietnia 2012 roku Wiedźmin 2 zadebiutował na konsoli Xbox 360 w ramach Edycji rozszerzonej. Zawierała ona między innymi nowe intro do gry, opracowane przez Tomasza Bagińskiego i studio Platige Image po półrocznych pracach. W ramach Edycji rozszerzonej dokonano również licznych poprawek dotyczących nazewnictwa elementów gry, mechaniki oraz animacji postaci. Poprawki wprowadzone wraz z Edycją rozszerzoną stały się dostępne także dla użytkowników komputerów osobistych, natomiast posiadacze wersji na Xboksa 360 zyskali bezpłatny dostęp do cyfrowej, komputerowej wersji gry w ramach podległego CD Projektowi serwisu GOG.com. Wydawcą Edycji rozszerzonej w Stanach Zjednoczonych zamiast Atari zostało przedsiębiorstwo Warner Bros. Interactive Entertainment, natomiast podobna próba zmiany wydawcy europejskiego przez CD Projekt RED zakończyła się rozprawą sądową, którą wygrało Namco Bandai. 18 października tego samego roku produkcja CD Projektu RED miała premierę na komputerach z systemem operacyjnym OS X, natomiast 22 marca 2014 roku – na komputerach z systemami Linux.
13 maja 2013 roku CD Projekt RED wydał narzędzie pod nazwą RedKit, będące zestawem narzędzi dla twórców modyfikacji do gry.

## Odbiór gry
Gra Wiedźmin 2: Zabójcy królów spotkała się z uznaniem zarówno polskiej, jak i zagranicznej krytyki branżowej. Według agregatora ocen Metacritic produkcja studia CD Projekt RED zebrała głównie pozytywne recenzje, a średnia maksymalnych ocen na podstawie 76 recenzji wyniosła 88 punktów na 100. Na podstawie 48 recenzji inny agregator GameRankings oszacował średnią ocen na 88%. W przypadku Edycji rozszerzonej na Xboksa 360 średnie wywiedzione z ocen według obu agregatorów były podobne.
Z wielkimi pochwałami ze strony krytyków spotkała się fabuła Wiedźmina 2. Redaktor portalu Eurogamer Quintin Smith doceniał wyjątkową brutalność świata przedstawionego, w którym „wszystko, od architektury, przez usłyszane rozmowy, po zadania, jakie wyznaczają ci nerwowi tubylcy – są wiarygodne aż zapiera dech w piersiach”. Kacper Kowalik, recenzent portalu Gamezilla.pl, opisywał produkcję polskiego studia jako złożoną moralnie: „każdy z bohaterów ma swoje racje, a nawet największy zbrodniarz okazuje się być człowiekiem, któremu życie potoczyło się inaczej, niż planował”. Według Michała Malika z serwisu Gry-Online „deweloperzy nie idą na żadne kompromisy: przemoc, erotyka, wulgarny język, a przede wszystkim dylematy, przed którymi nas stawiają, budują dojrzałą grę dla dojrzałego gracza”. Jednakże zdaniem piszącego dla GameSpotu Kevina VanOrda tematem gry jest nie tyle przemoc czy seks, ale poszukiwanie prawdy o prawdziwej tożsamości Geralta. Tym większe rozczarowanie niektórym krytykom sprawiło zakończenie, uznane przez nich za niesatysfakcjonujące.
Mechanika Wiedźmina 2 była przedmiotem pozytywnych ocen ze strony większości krytyków. W opinii Charlesa Onyetta ze strony IGN dzieło CD Projektu RED to odpowiednik pełnych rozmachu gier fabularnych w starym stylu, posiadający „twórczo i przystępnie” zaprojektowane misje oraz dojrzałą mechanikę. Jednocześnie pojawiały się głosy, że poziom trudności Zabójców królów jest mocno wyśrubowany. Łukasz Wiśniewski recenzujący dla portalu gram.pl stwierdził, że niekoniecznie zgodne z prawdą były zapowiedzi twórców, iż gra będzie odpowiednio łatwa dla nowicjuszy. Szczególną frustrację z rozgrywki odczuł krytyk magazynu The Escapist Greg Tito, który wbrew większości krytyków uznał mechanikę Wiedźmina 2 za zabałaganioną. Argumentował, że na przykład niemożliwe jest sprawdzenie, jakie towary w chwili dokonywania transakcji ma przy sobie kupiec.
Z powszechnym aplauzem krytyki spotkała się oprawa audiowizualna polskiej gry. Kevin VanOrd zwracał uwagę na takie detale jak różne wzory wyryte na kolumnach, będące dowodem tego, „jak wiele uwagi poświęcono każdemu aspektowi środowiska gry i modelom postaci”. Również Charles Onyett chwalił bardziej szczegółowe niż w poprzedniej części serii odwzorowanie świata przedstawionego, narzekał jednak na niską wydajność gry na współczesnym jej sprzęcie. Redaktor czasopisma „Wired” John Mix Meyer za jedną z najważniejszych zalet oprawy graficznej Wiedźmina 2 uznał również grę światłocieni, zarazem jednak przedmiotem jego krytyki były pojawiające się w polskiej produkcji błędy techniczne. Jeśli chodzi zaś o stronę dźwiękową, Kacper Kowalik wprawdzie uznał muzykę występującą w grze za typową dla gier fantasy, ale dialogi na przykład przez polskich krytyków zostały jednoznacznie przyjęte pozytywnie. Kowalik pisał, że „nie sposób się tu do niczego przyczepić”, z kolei Wiśniewski złożył gratulacje obsadzie z Jackiem Rozenkiem na czele, która „wykonała kawał fantastycznej roboty”.
Rozgłos w mediach na świecie Wiedźmin 2 zdobył, kiedy jego egzemplarz w edycji kolekcjonerskiej został podarowany prezydentowi Stanów Zjednoczonych Barackowi Obamie przez premiera Polski Donalda Tuska. W tym przypadku jednak, jak zaznaczyła redakcja „Washington Post”, prezent sprawiony Obamie był bezwartościowy; spośród 274 podarków, które otrzymał prezydent USA, Wiedźmin 2 w rankingu sporządzonym przez pismo znalazł się na ostatnim miejscu. Jak wynikało z wypowiedzi udzielonej mediom w sprawie Wiedźmina 2 na konferencji w 2014 roku, Obama nie grał w tę grę.

### Nagrody
Wiedźmin 2 został doceniony na licznych festiwalach i rozdaniach nagród. Podczas rozdania European Games Awards w Kolonii zdobył nagrody w sześciu kategoriach (najlepsza gra roku, najlepsze uniwersum, najlepsza grafika, najlepszy design, najlepszy design postaci i najlepsza edycja specjalna). Została także nominowana do nagrody Interactive Achievement Award przyznawanej przez amerykańską Akademię Sztuk i Nauk Interaktywnych, przegrywając jednak rywalizację z The Elder Scrolls V: Skyrim. Oprócz tego polska gra zdobyła między innymi wyróżnienia dla najlepszej gry na komputery osobiste od wortalu Gamasutra oraz bloga Kotaku, dla najlepszej adaptacji od GameSpotu, za najlepszą oprawę graficzną od portalu IGN, za najlepszy scenariusz od strony GameTrailers, wreszcie w trzech kategoriach od pisma „Game Informer” (najlepsza postać w grach fabularnych, najlepszy system walki, najlepsza narracja). Ogółem Wiedźmin 2, jak zadeklarował producent, zdobył około 50 nagród.

### Sprzedaż
Jak podali przedstawiciele CD Projekt RED na letniej konferencji, Wiedźmin 2: Zabójcy Królów sprzedał się na świecie w nakładzie ponad 400 tysięcy egzemplarzy w pierwszym tygodniu po premierze. W całym 2011 roku gra zanotowała sprzedaż w liczbie około 1,1 miliona egzemplarzy, z czego 270 tysięcy zostało dostarczonych graczom w ramach dystrybucji elektronicznej. Według danych z października 2012 roku na platformach Windows i Xbox 360 sprzedano łącznie około 2 mln kopii. Łączna liczba sprzedanych egzemplarzy gier z serii Wiedźmin we wrześniu 2014 roku wyniosła 8 milionów.